# Clare Crockett
Clare Teresa Crockett (* 14. November 1982 in Derry, Nordirland, Vereinigtes Königreich; † 16. April 2016 in Playa Prieta, Portoviejo, Ecuador) war eine römisch-katholische Ordensschwester, Missionarin und kurzzeitig Schauspielerin.

## Leben
Obwohl Crockett in einer katholischen Familie aufwuchs und kirchlich sozialisiert wurde, stand sie dem Katholizismus bis zu einer spirituellen Erfahrung während der Kreuzverehrung am Karfreitag 2000 weitgehend gleichgültig gegenüber. Ihr Entschluss, Ordensschwester zu werden, stand im Widerspruch zu ihrem zuvor größten Interesse: der Filmbranche und ihrem Traum, als Filmschauspielerin Bekanntheit zu erlangen. Bereits im Alter von 15 Jahren moderierte Crockett ein Jugendformat des britischen Fernsehsenders Channel 4 und Anfang 2001 spielte sie eine Nebenrolle in dem Film Sunday, worin Regisseur Charles McDougall die Ereignisse des Blutsonntags in Nordirland 1972 thematisierte. Auf dem Weltjugendtag 2011 in Madrid beschrieb Crockett diese Lebensphase als einen Strudel von Oberflächlichkeit und Sünde, den die Filmwelt ihr angeboten habe.
Am 11. August 2001 begann Crockett in Kantabrien die Kandidatur für die Ordensgemeinschaft der Servant Sisters of the Home of the Mother (Siervas del Hogar de la Madre). Nach ihrer Einkleidung mit dem Ordensnamen Clare Maria of the Trinity and the Heart of Mary und ihren zeitlichen Gelübden am 18. Februar 2006 übernahm Crockett ihren ersten Missionsauftrag im ordenseigenen Frauenhaus im spanischen Belmonte, wo sie sich auch um arme und verwaiste Mädchen kümmerte. Ab Oktober 2006 arbeitete sie in Seelsorgsaufgaben der Assumption Parish in Jacksonville (Florida). Am 8. September 2010 kehrte Crockett nach Spanien zurück, um ihre ewigen Gelübde abzulegen und in der Krankenhausseelsorge in Valencia mitzuwirken. 2011 kam sie wieder in das Frauenhaus nach Belmonte, bis sie im Oktober 2012 in die Millionenstadt Guayaquil nach Ecuador gesandt wurde. Hier unterrichten die Schwestern der Ordensgemeinschaft in verschiedenen Schulen der Marginalsiedlungen und betreiben ein Zentrum für Jugendpastoral und Evangelisierung.
Im Oktober 2014 wurde Crockett in die Missionsstation nach Playa Prieta versetzt, einer Siedlung 20 km nordöstlich von Portoviejo, wo die Ordensgemeinschaft mit Zustimmung des Erzbischofs von Portoviejo, José Mario Ruiz Navas, seit 2006 eine Grund- und Mittelschule mit 400 Schülern betreibt. Crockett war von einem starken missionarischen Eifer beseelt. Obwohl ihre Gesundheit durch das für Iren ungewohnte tropische Klima bereits geschwächt war, nahm sie an den Missionsreisen ins ecuadorianische Amazonasbecken teil.
Crocketts letzte Lebenstage waren geprägt von den Auswirkungen der starken Unwetter im Vorfeld des Ecuador-Erdbebens 2016, wodurch die Missionsstation in Playa Prieta stark verwüstet, die Schule überflutet und sämtliches Unterrichtsmaterial sowie die Einrichtung zerstört wurden. Zu Beginn des Erdbebens befand sich Crockett mit einer Gruppe junger Ordenskandidatinnen und drei Ordensschwestern im Schulgebäude, das infolge baulicher Erschütterungen einstürzte. Stunden später wurden Crockett und fünf Mädchen leblos unter den Trümmern gefunden.
Über den Tod Crocketts berichteten verschiedenen Medien in Europa und Amerika.

## Ruf der Heiligkeit, Heilungsberichte

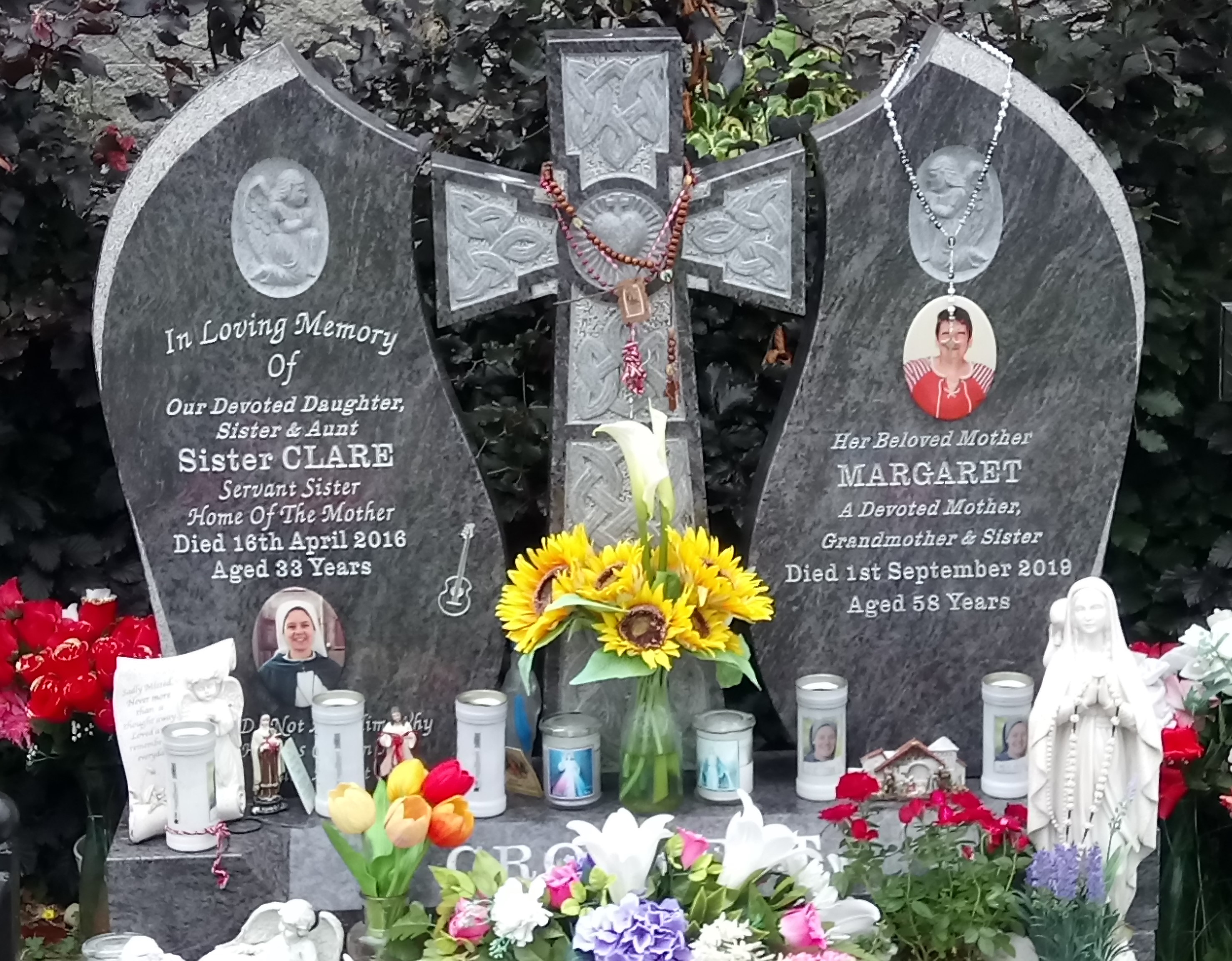
Grab von Sr. Clare, Derry City

2020 produzierte Crocketts Ordensgemeinschaft den Dokumentarfilm All or Nothing über ihr Leben und Wirken. Im Februar 2020 behauptete ein Priester, ein Junge in den USA sei auf die Fürsprache von Crockett wieder gesundet. Ebenso verdanke ein unfruchtbares Paar der Fürsprache Crocketts die Geburt von Zwillingen. Ein Seligsprechungsprozess für die Ordensfrau soll am 12. Januar 2025 offiziell eröffnet werden.